# Cattedrale di Calbayog
La cattedrale dei Santi Pietro e Paolo (in filippino: Katedral nina San Pedro at San Pablo), conosciuta anche come Cattedrale di Calbayog, è il principale luogo di culto della città di Calbayog, Samar, in Filippine, sede vescovile dell'omonima diocesi.